# Сет Ґодін
Сет Ґодін (англ. Seth Godin; нар. 10 липня 1960, Маунт-Вернон, штат Нью-Йорк, США) — американський підприємець, економіст, фахівець у царині інформатики, колишній віце-президент з маркетингу компанії «Yahoo». Автор книг (написав та видав 17 книг, які перекладено 35 мовами), популярний оратор, блоґер (понад 5 500 постів). Його першою працею, яка завоювала широку популярність, стала книга про довірчий маркетинг.

## Життєпис
Сет Ґодін народився 10 липня 1960 року в Маунт-Вернон, штат Нью-Йорк. У віці 14 років почав займатися бізнесом, друкуючи біоритми в місцевому університеті та продаючи їх по 30 $ за штуку. У 16 років створив «Лижний Клуб Вищої Школи», у який набрав групу з 50-60 дітей, щоб кожного тижня возитися на лижах неподалік від свого будинку в Буффало. У той же час Сет Ґодін працював по вихідних у їдальні швидкого обслуговування.
У 1982 році Сет Ґодін закінчив Університет Тафтса з вченим ступенем в галузі інформатики та філософії. Пізніше його звинувачували у використанні лазівки в системі навчання, тому що він пропускав складні заняття інженерних дисциплін на користь уроків філософії. Ступінь магістра ділового адміністрування (MBA) з маркетингу Сет отримав у Стенфордській вищій школі бізнесу.
З 1983 по 1986 рік він працював бренд-менеджером у «Spinnaker Software». Деякий час постійно їздив з Каліфорнії у Бостон та назад, щоб працювати на двох своїх роботах та одночасно отримати ступінь магістра.
Після відходу з «Spinnaker Software» у 1986 році Сет Ґодін став займатися книжковим бізнесом. Там він зустрів Марка Герста та заснував «Yoyodyne» — одну з перших онлайн-компаній. У серпні 1996 року «Flatiron Partners» інвестував 4 мільйони доларів у «Yoyodyne» та отримала за це 20 % акцій компанії.
Через кілька років Сет Ґодін продав книжковий бізнес своїм партнерам і сфокусував зусилля на «Yoyodyne». Саме тут він сформулював концепцію довірчого маркетингу.
У 1998 році Сет Ґодін продав «Yoyodyne» компанії «Yahoo» за 30 мільйонів доларів. В рамках угоди з продажу Сет Ґодін отримав посаду віце-президента з довірчого маркетингу «Yahoo».
Деякий час Годін працював оглядачем у діловому часописі «Fast Company». У кінці 2005 року Сет Ґодін заснував рекомендаційну мережу — сайт «Squidoo.com».

## Особисте життя
Сет Ґодін з дружиною Елен та двома синами мешкають у Гастінґсі-на-Гудзоні, штат Нью-Йорк.

## Переклади українською
- Сет Ґодін. Пробуй, не зупиняйся. Коли ви востаннє робили щось уперше? = Poke the Box / Перекладач: Зорина Корабліна. — К. : Наш Формат, 2016. — 96 с. — 2000 прим. — ISBN 978-617-7279-60-9, 978-617-7388-01-1 (електронне видання).
- Сет Ґодін. Усі ми трохи дивакуваті: міф про масовість та кінець конформізму = We Are All Weird: The Rise of Tribes and the End of Normal / Перекладач: Зорина Корабліна. — К. : Наш Формат, 2016. — 104 с. — 2000 прим. — ISBN 978-617-7279-59-3, 978-617-7388-00-4 (електронне видання).
- Сет Ґодін. Пурпурова Корова! Як створити незабутній продукт / пер. Зорина Корабліна. — К.: Наш Формат, 2018. — 168 с. — ISBN 978-617-7552-57-3.